# Chorobat
Chorobatul, descris de Vitruvius în Cartea a VII-a, Arhitectura, a fost un instrument pentru nivelment utilizat în timpul antichității romane care a fost deosebit de important în construcția apeductelor și viaductelor.
Similar cu nivelele moderne, chorobatul consta dintr-o grindă de lemn de cca. 6 m lungime, cu două picioare de susținere, echipată cu două fire cu plumb la fiecare capăt. Picioarele erau prinse de grinda de deasupra cu două tije diagonale marcate cu crestături. În cazul în care crestăturile corespundeau firelor cu plumb pe ambele părți, atunci grinda era orizontală. Pe partea de sus a grinzii era săpat un șanț sau un canal. Dacă împrejurările meteo (era vânt prea puternic) nu permiteau folosirea eficientă a firelor cu plumb, arpentorul putea turna apă în acest șanț,  măsurând orizontalitatea prin verificarea nivelului apei.